# Halle-Ingooigem
A Halle-Ingooigem é uma competição de ciclismo que se realiza na belga entre as cidades de Halle e Ingooigem.
Criada em 1945 baixo o nome de Bruxelles-Ingooigem, desde a criação dos Circuitos Continentais UCI em 2005 faz parte do UCI Europe Tour, dentro da categoria 1.1.

## Palmarés
| Ano                              | Vencedor               | Segundo                   | Terceiro            |           |
| -------------------------------- | ---------------------- | ------------------------- | ------------------- | --------- |
| Bruxelles-Ingooigem              |                        |                           |                     |           |
| 1945                             | Rik Van Steenbergen    | Albéric Schotte           | Albert Sercu        |           |
| 1946                             | Edward van Dijck       | Albéric Schotte           | Roger Cnockaert     |           |
| 1947                             | Ernest Sterckx         | Maurice Van Herzele       | Gerrit Schulte      |           |
| 1948-1950 edições não realizadas |                        |                           |                     |           |
| 1951                             | Maurice Blomme         | Roger De Corte            | Lucien Mathys       |           |
| 1952                             | Germain Derycke        | Roger Decock              | Maurice Mollin      |           |
| 1953                             | Jan De Valck           | André Declerck            | Gabriel Lameire     |           |
| 1954                             | Valère Ollivier        | Jan De Valck Roger Decock |                     |           |
| 1955                             | Roger Decock           | Maurice Joye              | Maurice Blomme      |           |
| 1956                             | Jozef Schils           | Rik Luyten                | Germain Derycke     |           |
| 1957                             | Leon Vandaele          | Jozef Schils              | Willy Truye         |           |
| 1958                             | Louis Proost           | Leon Vandaele             | André Noyelle       |           |
| 1959                             | Noël Foré              | Willy Schroeders          | Oswald Declercq     |           |
| 1960                             | Oswald Declercq        | Gustaaf Van Vaerenbergh   | Willy Haelterman    |           |
| 1961                             | Georges Decraeye       | Roger De Coninck          | Roger Coppens       |           |
| 1962                             | Benoni Beheyt          | Gilbert Desmet            | Jef Planckaert      |           |
| 1963                             | Willy Schroeders       | Louis Proost              | Georges Decraeye    |           |
| 1964                             | Walter Boucquet        | Theo Mertens              | Arthur Decabooter   |           |
| 1965                             | Willy Bocklant         | Benoni Beheyt             | Carmine Preziosi    |           |
| 1966                             | Herman Van Springel    | Lionel Van Damme          | Albert Lacroix      |           |
| 1967                             | Daniel Van Ryckeghem   | Bernard Van De Kerckhove  | Raymond Steegmans   |           |
| 1968                             | Romain Furnière        | Etienne Buysse            | Rik Van Looy        |           |
| 1969                             | Roger De Vlaeminck     | Victor Van Schil          | Etienne Sonck       |           |
| 1970                             | Herman Vrijders        | Joseph Deschoenmaecker    | Marc De Block       |           |
| 1971                             | Noël Van Clooster      | Roger Swerts              | Eric Leman          |           |
| 1972                             | Tony Gakens            | Eddy Verstraeten          | Dirk Baert          |           |
| 1973                             | Wilfried David         | Julien Van Geebergen      | Roger Vershaeve     |           |
| 1974                             | Patrick Sercu          | Willy Van Malderghem      | Ronny De Bisschop   |           |
| 1975                             | Marc Meernhout         | Willy Teirlinck           | Dirk Baert          |           |
| 1976                             | Jos Jacobs             | Serge Vandaele            | Pol Verschuere      |           |
| 1977                             | Walter Planckaert      | Willy Teirlinck           | Frans Van Looy      |           |
| 1978                             | Dirk Baert             | Ferdinand Bracke          | Jacques Martin      |           |
| 1979                             | Emiel Gysemans         | Walter Dalgal             | Lucien Van Impe     |           |
| 1980                             | Frans Van Looy         | Jan Bogaert               | Patrick Devos       |           |
| 1981                             | Paul Wellens           | Eddy Verstraeten          | Willy Scheers       |           |
| 1982                             | Jos Schipper           | Alain Desaever            | Willem Peeters      |           |
| 1983                             | Eddy Planckaert        | Ludo Frijns               | Willy Teirlinck     |           |
| 1984                             | Willy Teirlinck        | Luc Meersman              | Dirk Baert          |           |
| 1985                             | Eddy Vanhaerens        | William Tackaert          | Marc Van Geel       |           |
| 1986                             | Eric Vanderaerden      | Eddy Planckaert           | Eddy Vanhaerens     |           |
| 1987                             | Dirk Clarysse          | Johan Capiot              | Yvan Lamote         |           |
| 1988                             | Gino De Backer         | Jan Bogaert               | Marnix Lameire      |           |
| 1989                             | Hendrik Redant         | Patrick Tolhoek           | Nico Emonds         |           |
| 1990                             | Ludo Giesberts         | Michel Vermote            | Gino De Backer      |           |
| 1991                             | Patrick Van Roosbroeck | Hendrik Redant            | Ivan Romanov        |           |
| 1992                             | David Windels          | Didier Priem              | Patrick Evenepoel   |           |
| 1993                             | Johan Devos            | Kurt Verleden             | Peter De Frenne     |           |
| 1994                             | Eric Van Lancker       | Ludo Dierckxsens          | Wim Omloop          |           |
| 1995                             | Frank Corvers          | Eric De Clercq            | Pascal Elaut        |           |
| 1996                             | Erwin Thijs            | Willy Willems             | Jans Koerts         |           |
| 1997                             | Michel Vanhaecke       | Davy Dubbeldam            | Ronny Assez         |           |
| 1998                             | Sergei Ivanov          | Geert Van Bondt           | Frank Høj           |           |
| 1999                             | Wim Omloop             | Jurgen Vermeersch         | Tom Stremersch      |           |
| 2000                             | Hans De Clercq         | Wim Omloop                | Gert Vanderaerden   |           |
| 2001                             | Bert Roesems           | Gordon McCauley           | Mindaugas Goncaras  |           |
| 2002                             | Danny Daelman          | Jan van Velzen            | Andy Cappelle       |           |
| 2003                             | Jans Koerts            | Jan Kuyckx                | Ruud Aerts          |           |
| 2004                             | Steven Caethoven       | Bert De Waele             | Gorik Gardeyn       |           |
| 2005                             | Bert Roesems           | Nico Sijmens              | Johnny Hoogerland   |           |
| Halle-Ingooigem                  |                        |                           |                     |           |
| 2006                             | Baden Cooke            | Jan Kuyckx                | Sébastien Rosseler  |           |
| 2007                             | Janek Tombak           | Christian Murro           | Maarten Wynants     |           |
| 2008                             | Gert Steegmans         | Luke Roberts              | Stuart Shaw         |           |
| 2009                             | Jurgen van de Walle    | Mitchell Docker           | Gene Bates          |           |
| 2010                             | Jurgen van de Walle    | Arnoud van Groen          | Greg Van Avermaet   |           |
| 2011                             | Roy Curvers            | Pieter Jacobs             | Gianni Meersman     |           |
| 2012                             | Nacer Bouhanni         | Arnaud Démare             | Tom Veelers         |           |
| 2013                             | Kenny Dehaes           | Luka Mezgec               | Nacer Bouhanni      |           |
| 2014                             | Arnaud Démare          | Kris Boeckmans            | Michael Van Staeyen |           |
| 2015                             | Nacer Bouhanni         | Kris Boeckmans            | Edward Theuns       |           |
| 2016                             | Dries De Bondt         | Jens Keukeleire           | Edward Theuns       |           |
| 2017                             | Arnaud Démare          | Edward Theuns             | Iljo Keisse         |           |
| 2018                             | Danny van Poppel       | Fabio Jakobsen            | Sean De Bie         |           |
| 2019                             | Dries De Bondt         | Piotr Havik               | Philippe Gilbert    |           |
| 2021                             | cancelado              | cancelado                 | cancelado           | cancelado |
| 2022                             | cancelado              | cancelado                 | cancelado           | cancelado |

## Palmarés por países
| País          | Vitórias |
| ------------- | -------- |
| Bélgica       | 61       |
| França        | 4        |
| Países Baixos | 4        |
| Austrália     | 1        |
| Estónia       | 1        |
| Rússia        | 1        |